# Стрмца (Лашко)
Стрмца (словен. Strmca) — поселення в общині Лашко, Савинський регіон, Словенія. Висота над рівнем моря: 253,2 м.